# هيث اند ريتش (بيدفوردشير)
هيث اند ريتش (بالإنجليزية: Heath and Reach)‏ هي قرية و أبرشية مدنية تقع في المملكة المتحدة في إنجلترا.  يقدر عدد سكانها بـ 1,350 نسمة .